# کاترین پاندر
کاترین پاندر (به زبان انگلیسی: Catherine Ponder) (زاده ۱۴ فوریه ۱۹۲۷، در هارتسویل، کارولینای جنوبی) یک کشیش آمریکایی و بنیانگذار کلیسای یکپارچه در سراسر جهان و نویسنده چندین کتاب معنوی با تمرکز بر موضوع سعادت است. در ایران از وی کتابهای «قانون شفا»، «قانون توانگری» و «از دولت عشق» ترجمه شده‌است.

## فهرست کتاب
قدرت دعا 
شهامت موفق شدن
رهایی از استرس
از دولت عشق 
شورهستی
قانون شفا 
قانون توانگری
چشم دل بگشا